# دافنیه
دافنیه (به عربی: الدافنیة) یک منطقهٔ مسکونی در لیبی است که در طرابلس واقع شده‌است.